# Krasnosielc (village)
Pour les articles homonymes, voir Krasnosielc.
Krasnosielc (prononciation : [krasˈnɔɕelt͡s]) est un village polonais de la gmina de Krasnosielc dans le powiat de Maków de la voïvodie de Mazovie dans le centre-est de la Pologne.
Le village est le siège administratif (chef-lieu) de la gmina appelée gmina de Krasnosielc.
Il se situe à environ 18 kilomètres au nord de Maków Mazowiecki (siège du powiat) et à 90 kilomètres au nord de Varsovie (capitale de la Pologne).
Le village possède approximativement une population de 1 300 habitants en 2006.

## Histoire
Au cours de la Seconde Guerre mondiale, la communauté juive de Krasnosielc a cessé d'exister au début de septembre 1939 après l'invasion allemande de la Pologne, lorsque la Division Panzer SS Kempf a forcé les Juifs dans la synagogue et les ont massacrés. Un jour plus tard, le reste de la population juive (surtout des hommes) ont été rassemblés au même endroit et mitraillé. Le massacre anti-juif a été largement diffusé à Berlin, le premier de son genre sur le sol polonais. Les auteurs ont reçu des peines de quelques années, et leurs supérieurs ont été remplacés.
De 1975 à 1998, le village appartenait administrativement à la voïvodie d'Ostrołęka.